# Luigi Ferrara
Luigi Ferrara (ur. 12 maja 1982 roku w Bari) – włoski kierowca wyścigowy.

## Kariera

### Formuła Renault
Luigi karierę rozpoczął w roku 1996, od startów w kartingu. W 2000 roku przeszedł do wyścigów samochodów jednomiejscowych, debiutując we Włoskiej Formule Renault Campus. Już w pierwszym sezonie startów sięgnął w niej po tytuł mistrzowski. W latach 2001–2004 brał udział we Włoskiej Formule Renault. Najlepiej spisał się w ostatnim podejściu, kiedy to zmagania zakończył tuż za podium, na 4. pozycji. W tym samym roku wziął udział również w dwóch rundach europejskiego cyklu. Uzyskane punkty pozwoliły mu na zajęcie 21. miejsca w końcowej klasyfikacji.

### Formuła 3
W sezonie 2005 podpisał kontrakt z zespołem Corbetta Competizioni, na udział we Włoskiej Formule 3. Już w pierwszym sezonie został jej mistrzem, stając jedenaście razy na podium, w tym trzykrotnie na jego najwyższym stopniu.

### Dalsza kariera
W roku 2006 Luigi przeniósł się do Europejskiego Pucharu Mégane Trophy. W zespole Oregon Team rywalizację zakończył na 10. pozycji. Rok później, w ekipie Pro Motorsport, wziął udział w czterech wyścigach Międzynarodowej Formuły Master. Nie zdobył jednak żadnych punktów.
W 2008 roku zdobył tytuł mistrzowski we włoskich mistrzostwach Porsche Carrera. Poza tym zajął 2. miejsce w prestiżowym Pucharze Paula Frère, rozegranym na włoskim torze Monza (zdobył również pole position i uzyskał najszybsze okrążenie wyścigu). Sukcesy te osiągnął z teamem Ebimotors.
W roku 2009 wystąpił w pięciu rundach Superpucharu Porsche. Punkty, po które sięgnął w ekipie SANITEC Racing, dały mu 15. lokatę w ogólnej punktacji.
W sezonie 2010 został wicemistrzem serii Superstars, po zwyciężeniu w czterech wyścigach.